# 22485 Unterman
22485 Unterman è un asteroide della fascia principale. Scoperto nel 1997, presenta un'orbita caratterizzata da un semiasse maggiore pari a 2,7792849 UA e da un'eccentricità di 0,0260576, inclinata di 3,74138° rispetto all'eclittica.